# Cespitularia mantoni
Cespitularia mantoni is een zachte koraalsoort uit de familie Xeniidae. De koraalsoort komt uit het geslacht Cespitularia. Cespitularia mantoni werd in 1931 voor het eerst wetenschappelijk beschreven door Hickson. 